# Massengräber in Kranjska Gora
Auf dem Gebiet der Gemeinde Kranjska Gora in Slowenien wurden bisher (Stand 2/2024) insgesamt zwei Massengräber aus der Zeit um den Zweiten Weltkrieg gefunden.

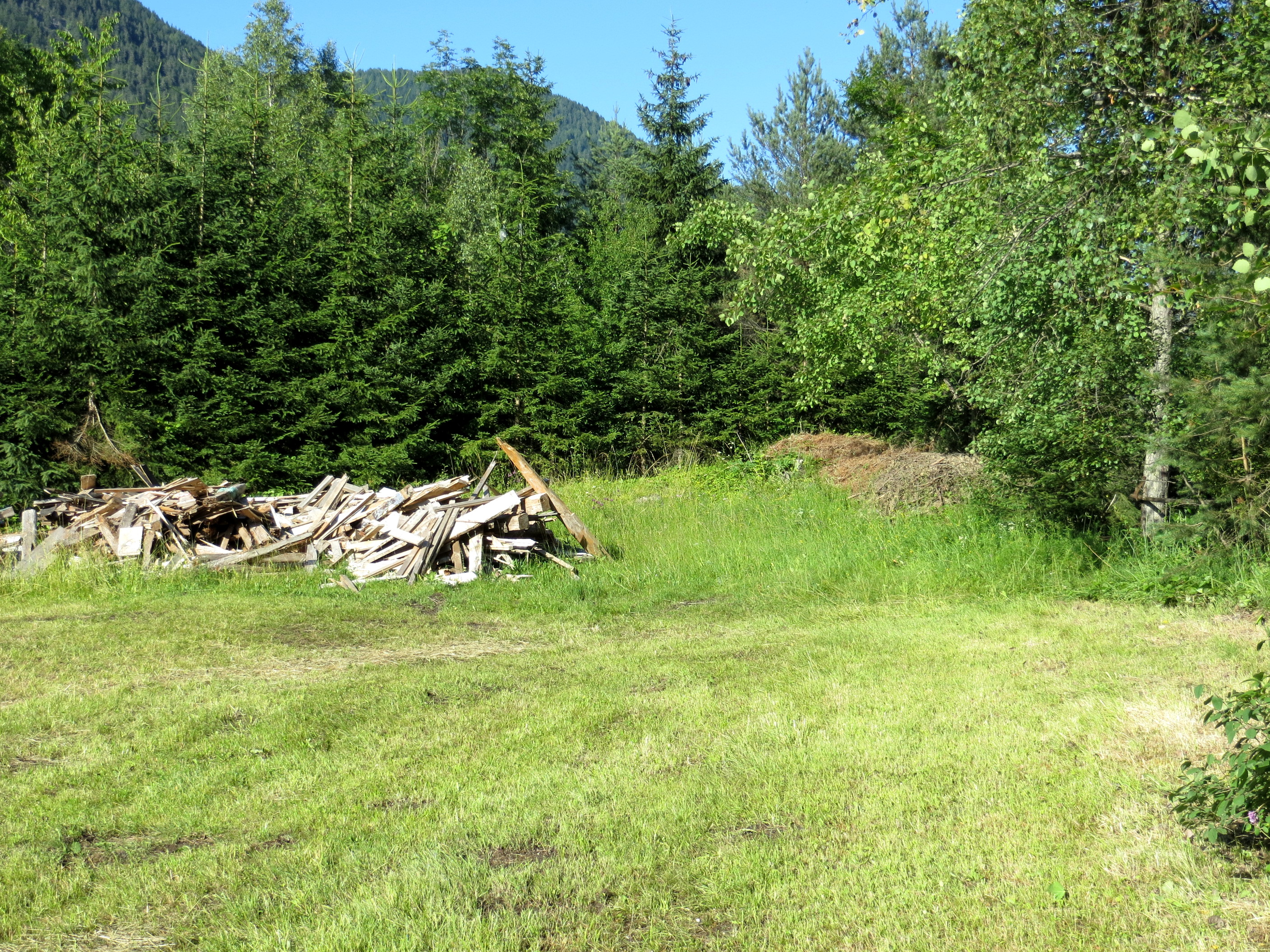
Grobišče v Savskem naselju

## Kranjska Gora
Im Ostteil der Stadt befindet sich ein Massengrab vom Ende des Zweiten Weltkriegs. 
- Das Massengrab im Weiler Savsko (slowenisch: Grobišče v Savskem naselju), auch bekannt als Massengrab der Rušar-Wiese (Grobišče Rušarjev travnik), enthält die Überreste von bis zu 35 deutschen Soldaten, die im Mai 1945 bei einem Gefecht mit Partisanen getötet wurden.[1]

## Mojstrana
In Mojstrana wurde ein Massengrab gefunden, das mit dem Zweiten Weltkrieg in Verbindung gebracht wurde.
- Das Massengrab von Mlačca (slowenisch: Grobišče Mlačca), auch als Massengrab unterhalb von Tnal (Grobišče pod Tnalom) bekannt, liegt im Wald südlich der Siedlung auf einer ebenen Fläche in einer Schlucht etwa 50 Meter westlich der Straße ins Radovna-Tal. Es enthält die Überreste von 10 bis 20 deutschen Soldaten und möglicherweise auch Zivilisten.[2]